# La bruixa
La Bruixa (títol original: Häxan) és una novel·la policíaca de Camilla Läckberg, publicada a Suècia l'any 2017.
La versió catalana ha estat publicada per Amsterdam Llibres el febrer de 2018 en la seva primera edició.

## Argument
Nea, una nena de 4 anys, ha desaparegut de la granja aïllada on vivia amb els seus pares. És trobada morta al bosc, al lloc precís on la petita Stella, de la mateixa edat, que vivia a la mateixa granja, va ser trobada assassinada trenta anys abans. Amb l'equip de la comissaria de Tanumshede, Patrik porta la investigació, mentre Erica prepara un llibre sobre el tema Stella. Seguint la pista d'una molt antiga maledicció, continuen les aventures d'Erica i de Patrik.